# The Yards
The Yards is een Amerikaanse film van James Gray die werd uitgebracht in 2000. Na een aanvankelijk matige ontvangst heeft de film in de loop van de tijd steeds meer erkenning gekregen als een spannende thriller over gecompliceerde verhoudingen en loyaliteiten binnen een familie in een corrupt zakenmilieu.

## Verhaal
Leo, een 24-jarige jongeman, verlaat de gevangenis vol goede voornemens. Daarom wil hij een eerlijke baan vinden. Hij zoekt zijn beste vriend Willie op. Willie vertelt hem dat hij nu werkt voor Frank Olchin, de nieuwe partner van Leo's tante Kitty. Olchin runt de Electric Rail Corporation, een spoorwegbedrijf dat zich toespitst op onderhoud- en herstellingswerken voor de metro in Queens. Leo solliciteert bij Olchin en hij kan onmiddellijk aan de slag gaan. 
Algauw merkt Leo waaruit Willie's taak bestaat: achter de schermen van het bloeiend bedrijf knapt Willie alle vuil werk op. Hij maakt Leo duidelijk dat de concurrentie bikkelhard is. Daarom wordt het werk van de concurrentie gesaboteerd en worden politici en anderen omgekocht of afgeperst. Leo heeft aanvankelijk bezwaren maar stemt er ten slotte mee in met Willie samen te werken. Tot een sabotageactie helemaal uit de hand loopt.  

## Rolverdeling
| Acteur          | Personage                                                   |
| --------------- | ----------------------------------------------------------- |
| Mark Wahlberg   | Leo Handler                                                 |
| Joaquin Phoenix | Willie Guttierez, de vriend van Erica en Leo's beste vriend |
| Charlize Theron | Erica Soltz, de nicht van Leo                               |
| James Caan      | Frank Olchin, de stiefvader van Erica                       |
| Ellen Burstyn   | Val Handler, de moeder van Leo                              |
| Faye Dunaway    | Kitty Olchin, de moeder van Erica                           |
| Steve Lawrence  | Arthur Mydanick, de bestuurder van het stadsdeel Queens     |
| Robert Montano  | Hector Gallardo                                             |
| Tony Musante    | Seymour Korman                                              |
| David Zayas     | politie-officier Jerry Rifkin                               |